# Остров Попова
Остров Попова — остров в архипелаге Императрицы Евгении в заливе Петра-Великого Японского моря, в 20 км к югу от Владивостока и в 0,5 км к юго-западу от о. Русского, от которого отделён проливом Старка. Назван в честь адмирала Андрея Александровича Попова. На острове расположен посёлок. Население — ↗1200 (2016).

## Описание
Остров Попова входит в состав Владивостокского городского округа. Население согласно переписи 2002 года составило 1316 человек, Площадь острова 1240 га или 12,4 км². Рельеф характерен для юга Приморья. Максимальная высота над уровнем моря составляет 158 метров. Береговая линия представлена песчаными и галечными пляжами, чередующимися со скалистыми обрывами.
В четырёх километрах к западу от острова находятся острова Два Брата.
Между городом и островом существует регулярная паромная переправа из Владивостока и переправа через пролив Старка на барже, курсирует пассажирский теплоход.
Остров Попова, наравне с островом Русский, является излюбленным местом отдыха жителей Владивостока. На острове действует несколько турбаз и баз отдыха, каждое лето разбиваются палаточные лагеря. Лучшее время для отдыха — с июля по конец сентября. Средняя температура воды в августе 22 °C.
На острове в бухте Алексеева работает Морская экспериментальная станция Тихоокеанского океанологического института им. В. И. Ильичева Дальневосточного отделения Российской Академии.

## Климат
Климат острова схож с климатом Владивостока. Средняя температура января −12,5 °C, августа +20,5 °C.

## Топонимика
Бухта Алексеева — вдается в северо-западный берег острова Попова. Описана в 1885 году штабс-капитаном КФШ А. А. Мальцевым из экспедиции штабс-капитана КФШ А. С. Стенина. Тогда же названа в честь старшего офицера тендера «Камчадал» Ф. Н. Алексеева, погибшего со всей командой в 1858 году. По другим источникам, бухта нанесена на карту экипажами русских кораблей в 1860—1862 гг., названа в честь Харлампия Ивановича Алексеева, название присвоено в начале 1880-х годов).
Мыс Марковского — назван в честь гидрографа А. П. Марковского.
Мыс Андреева — назван в честь К. П. Андреева, руководившего в 1888—1893 годах Отдельной съёмкой Восточного океана.
Мыс Ликандера — назван в честь В. В. Ликандера, участвовавшего в гидрографических работах в заливе Петра Великого во время службы 1883—1887 годов на Дальнем Востоке.

## Другое
Как писал журнал «Вокруг света» в номере 3 за 1928 год, «Владивостокское отделение географического общества выписало из Америки несколько экземпляров скунса, которые будут пущены в новый питомник на острове Попова».
В будущем, генеральным планом города Владивостока, предусмотрено строительство моста соединяющего остров Русский и остров Попова.

## Галерея

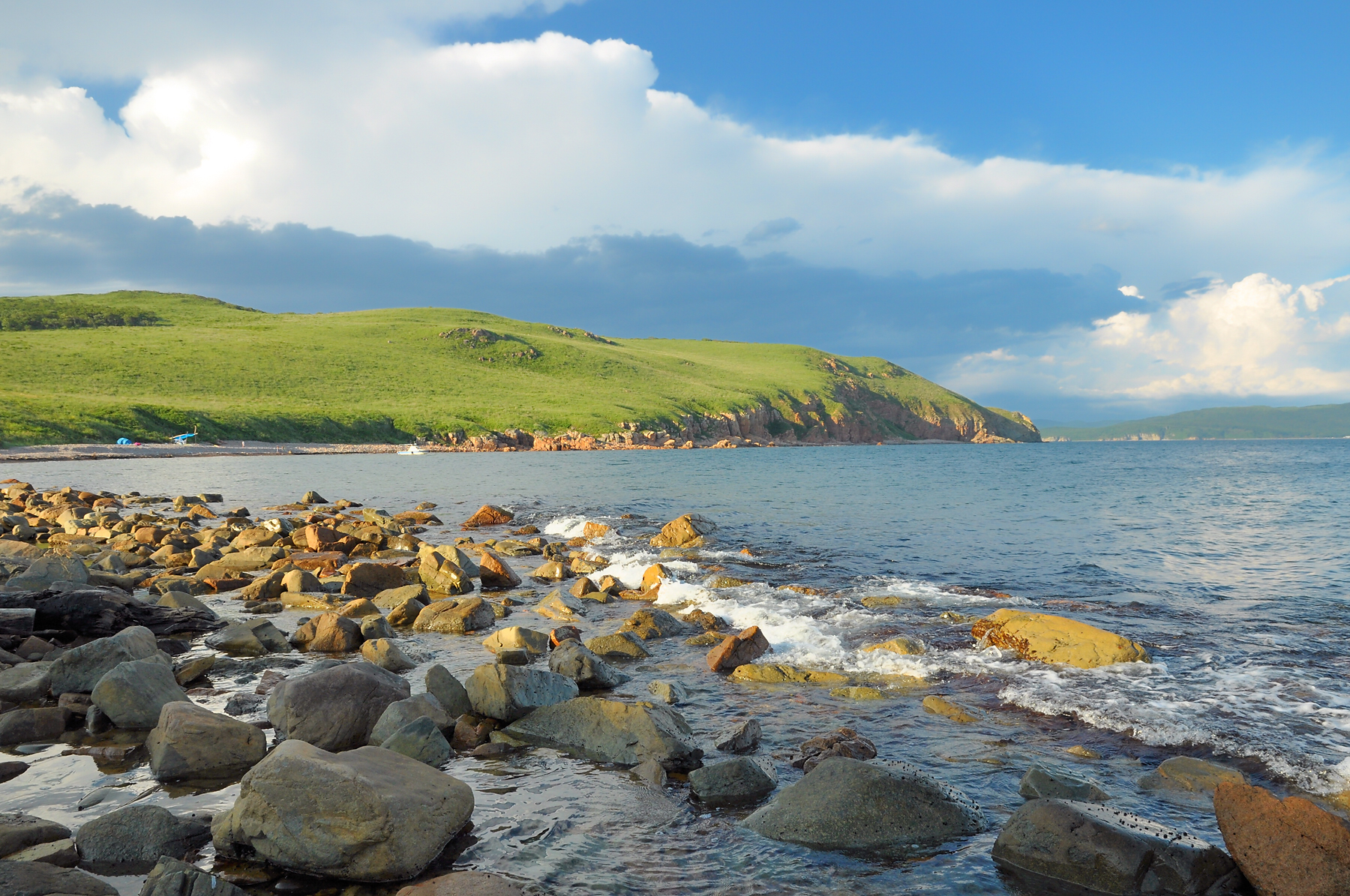
Остров Попова
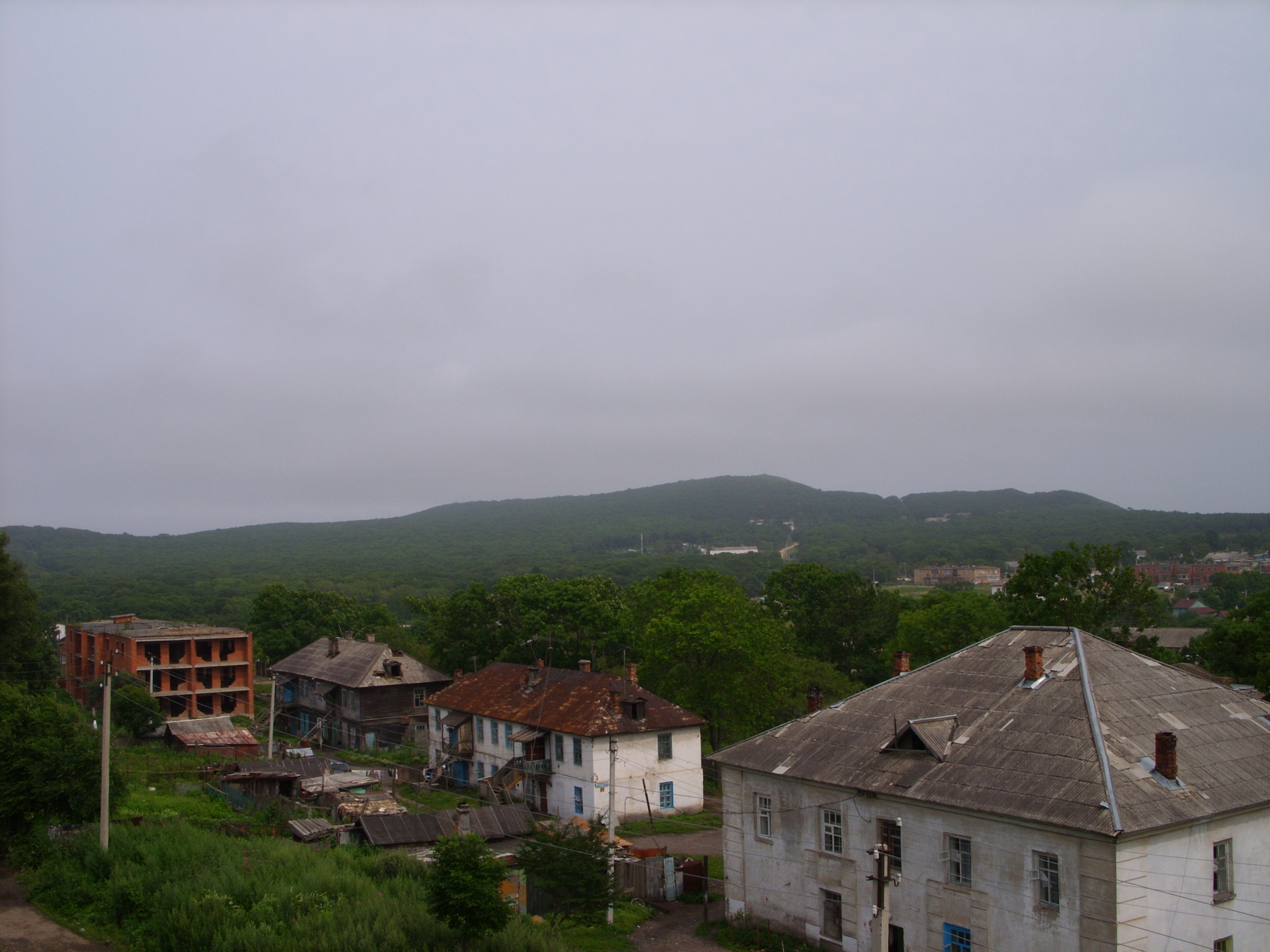
Вид на посёлок
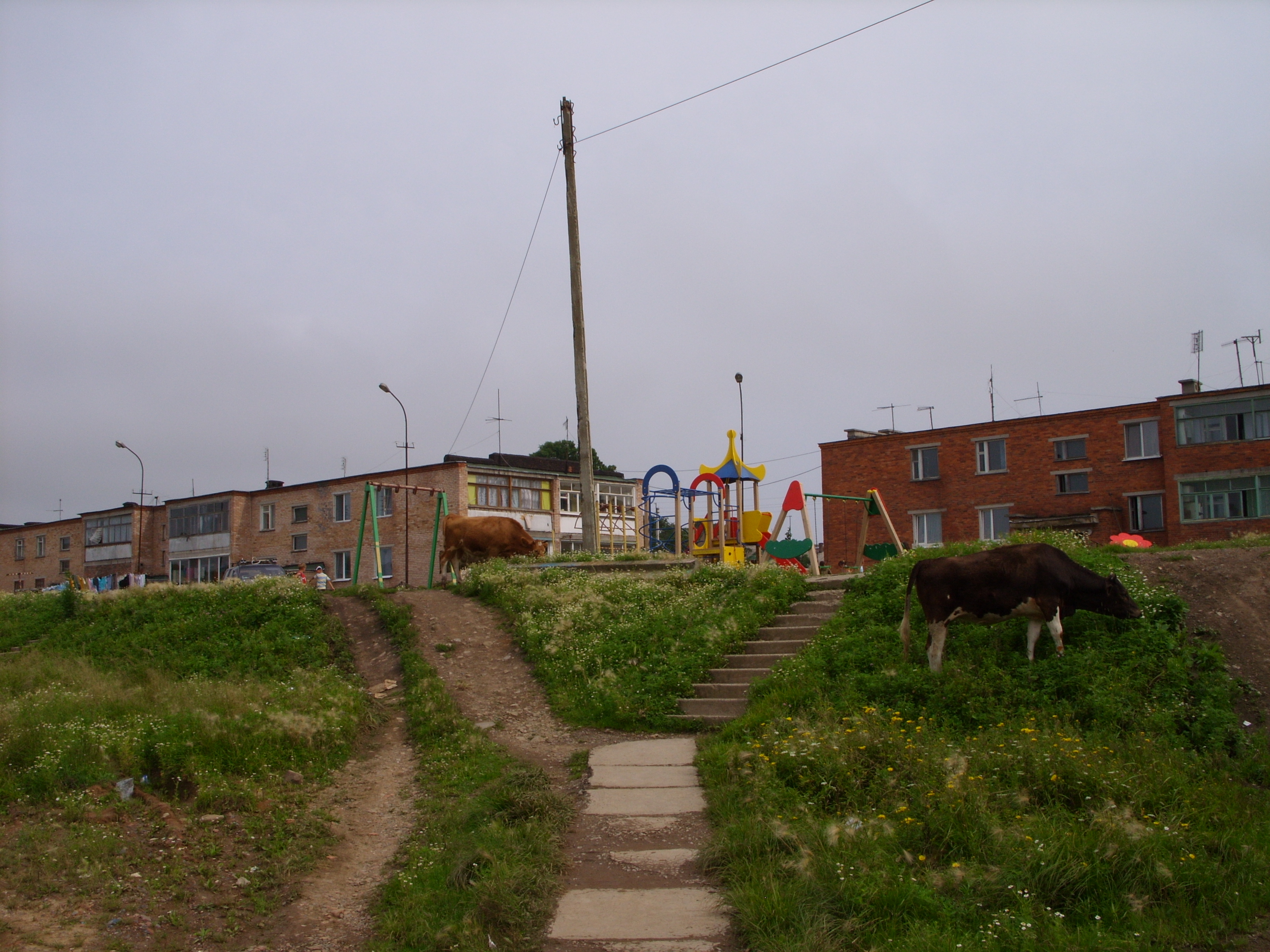
В посёлке
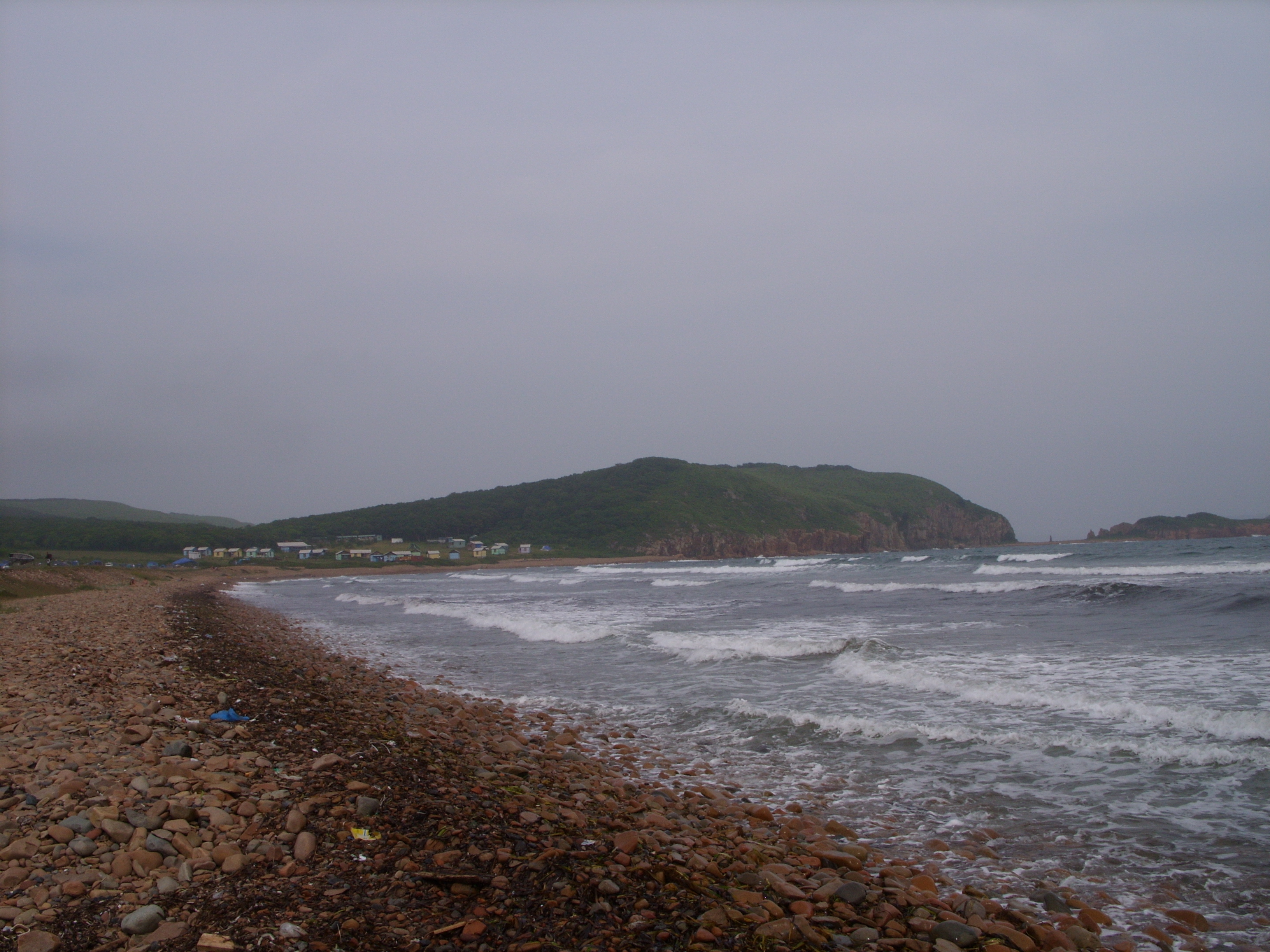
Бухта Пограничная
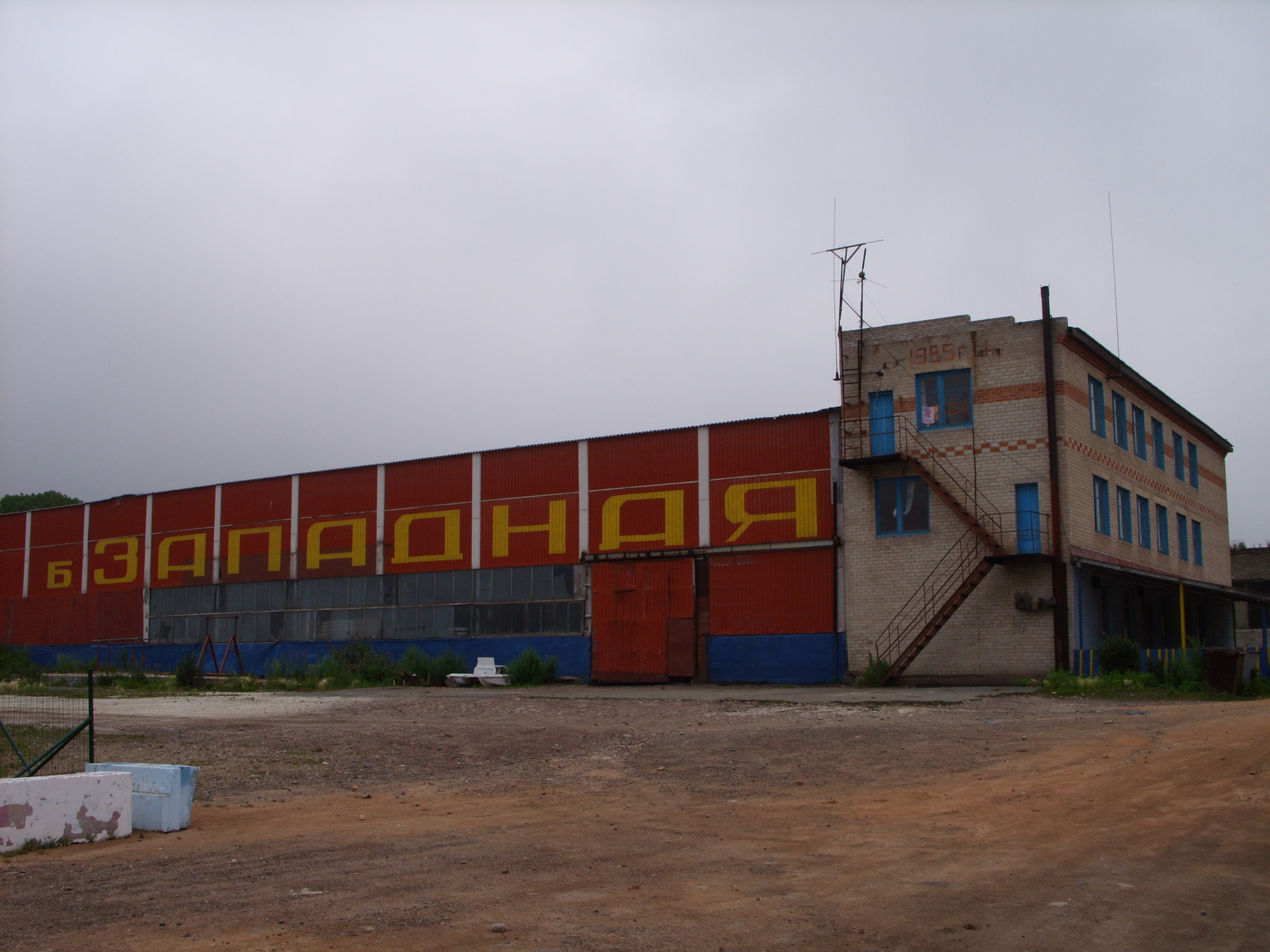
Бывший рыбокомбинат
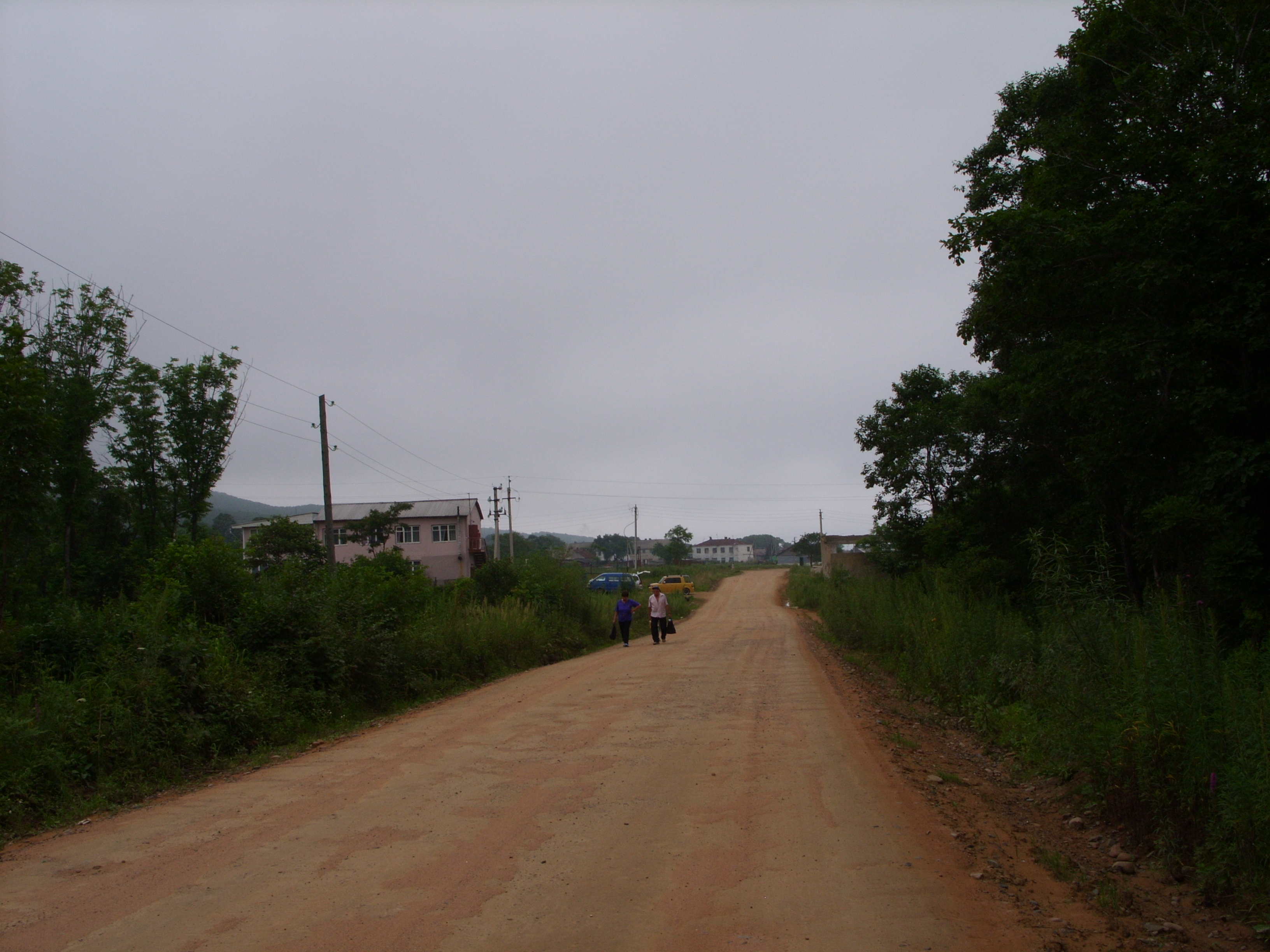
Улица в посёлке
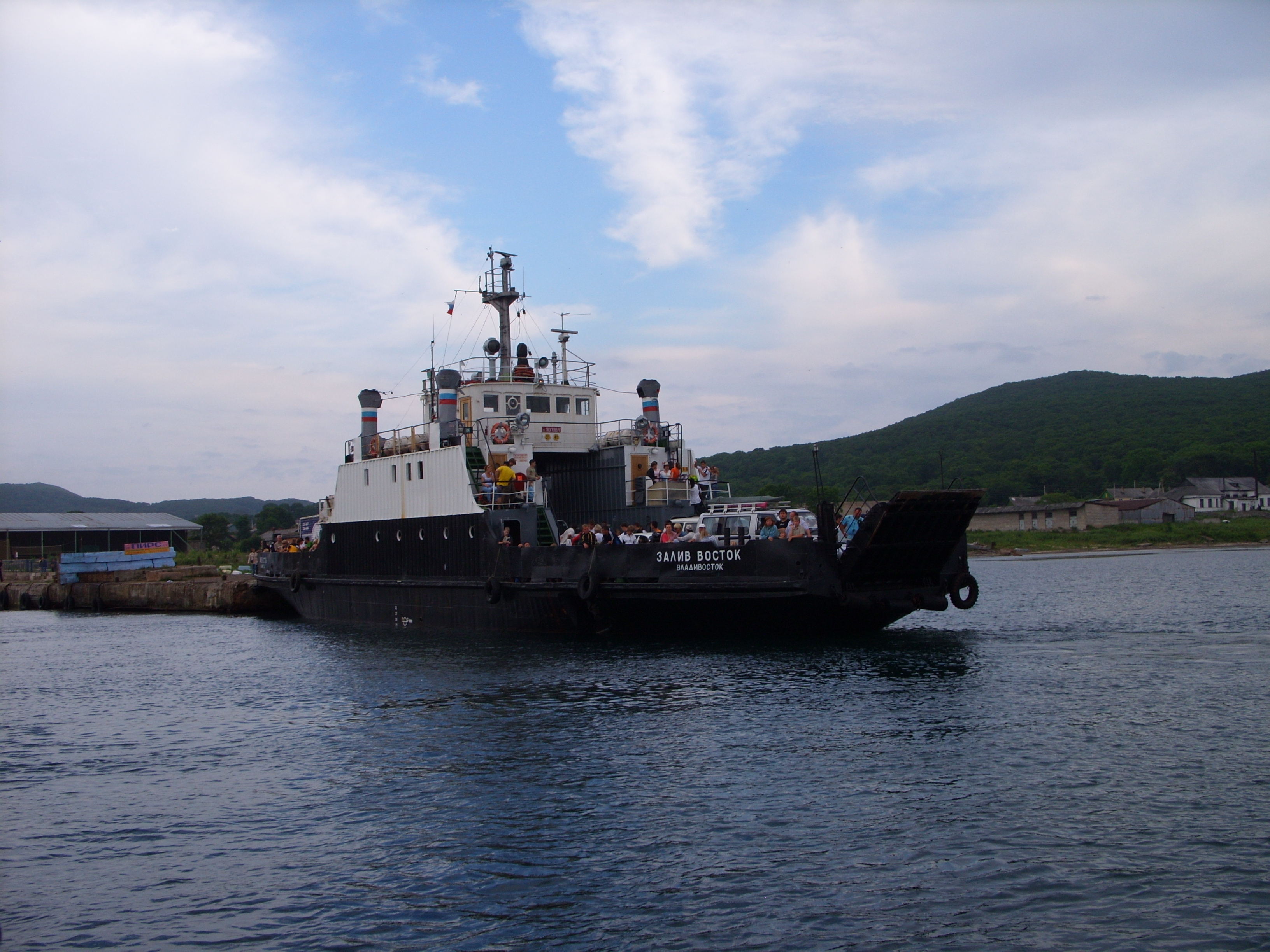
Паром из Владивостока
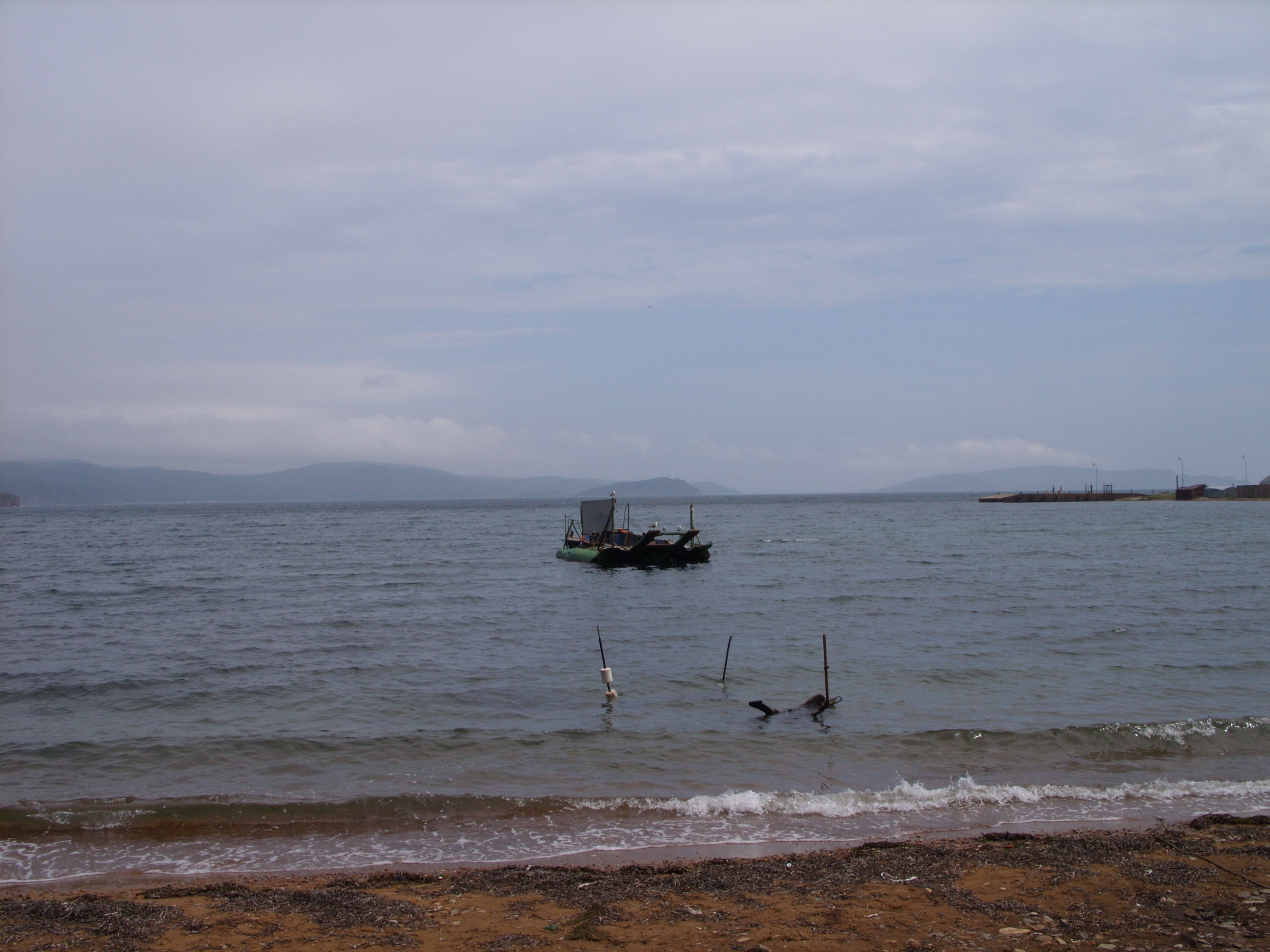
Бухта Старк
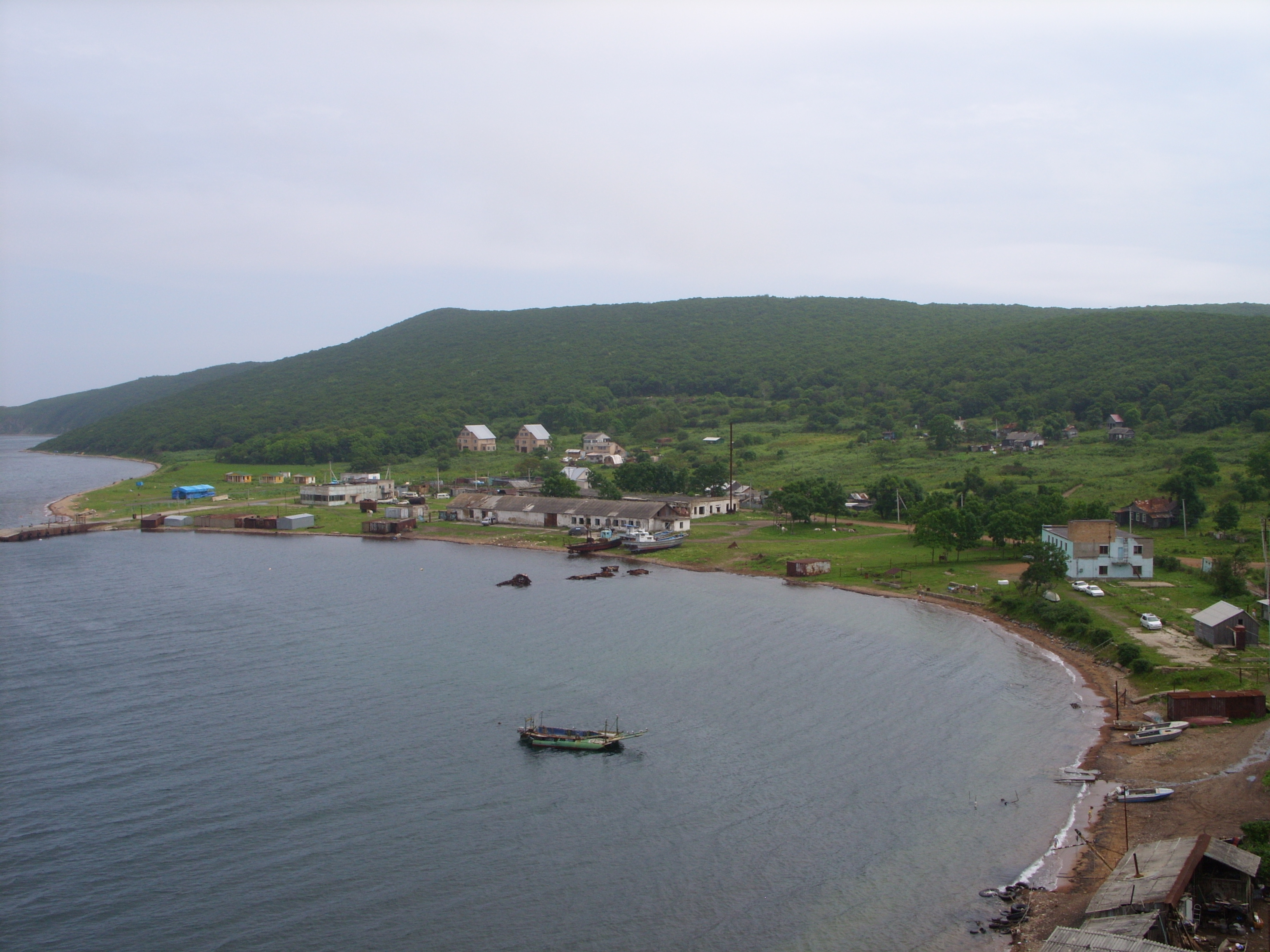
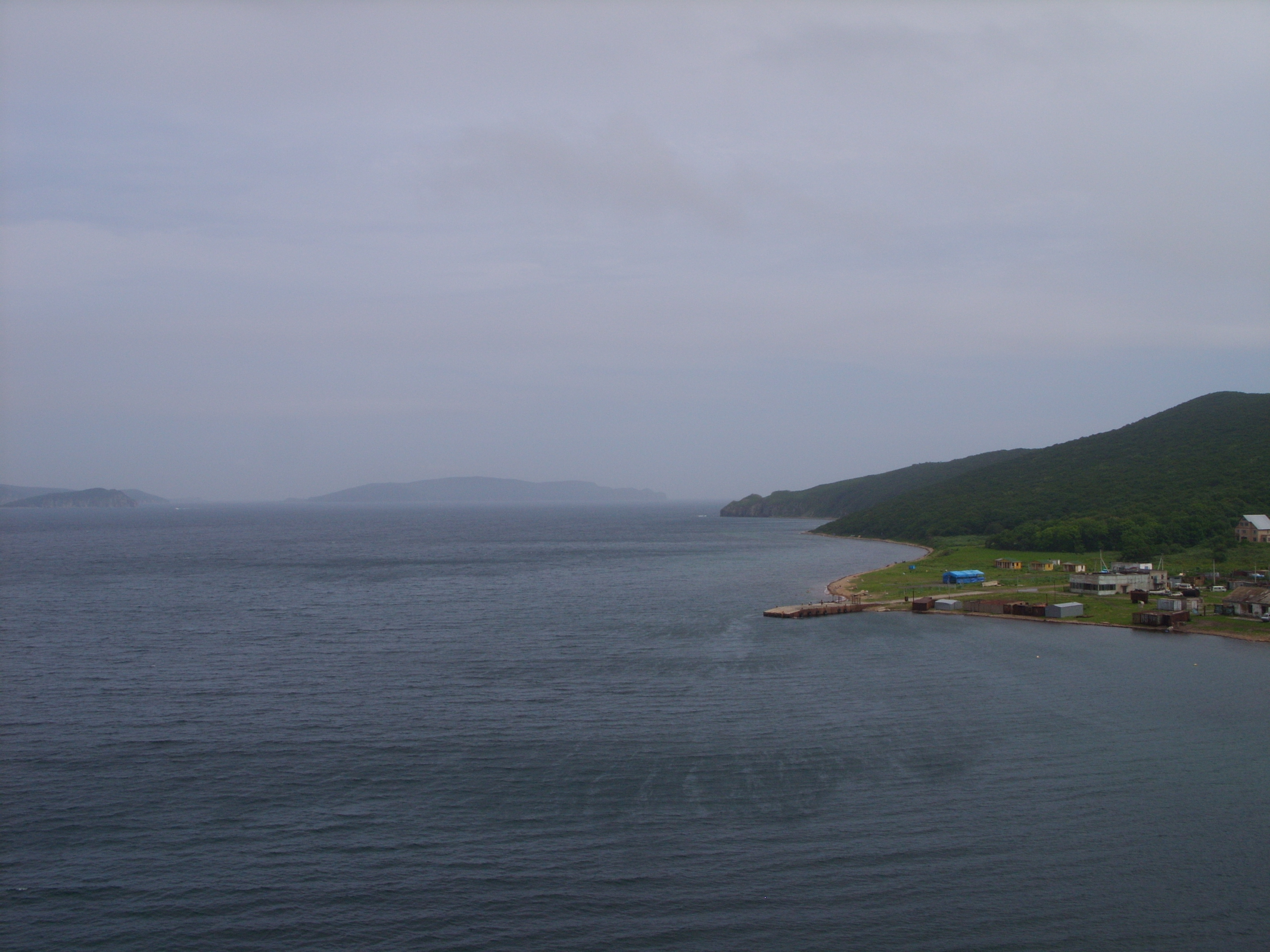
Восточное побережье острова и пролив Старка
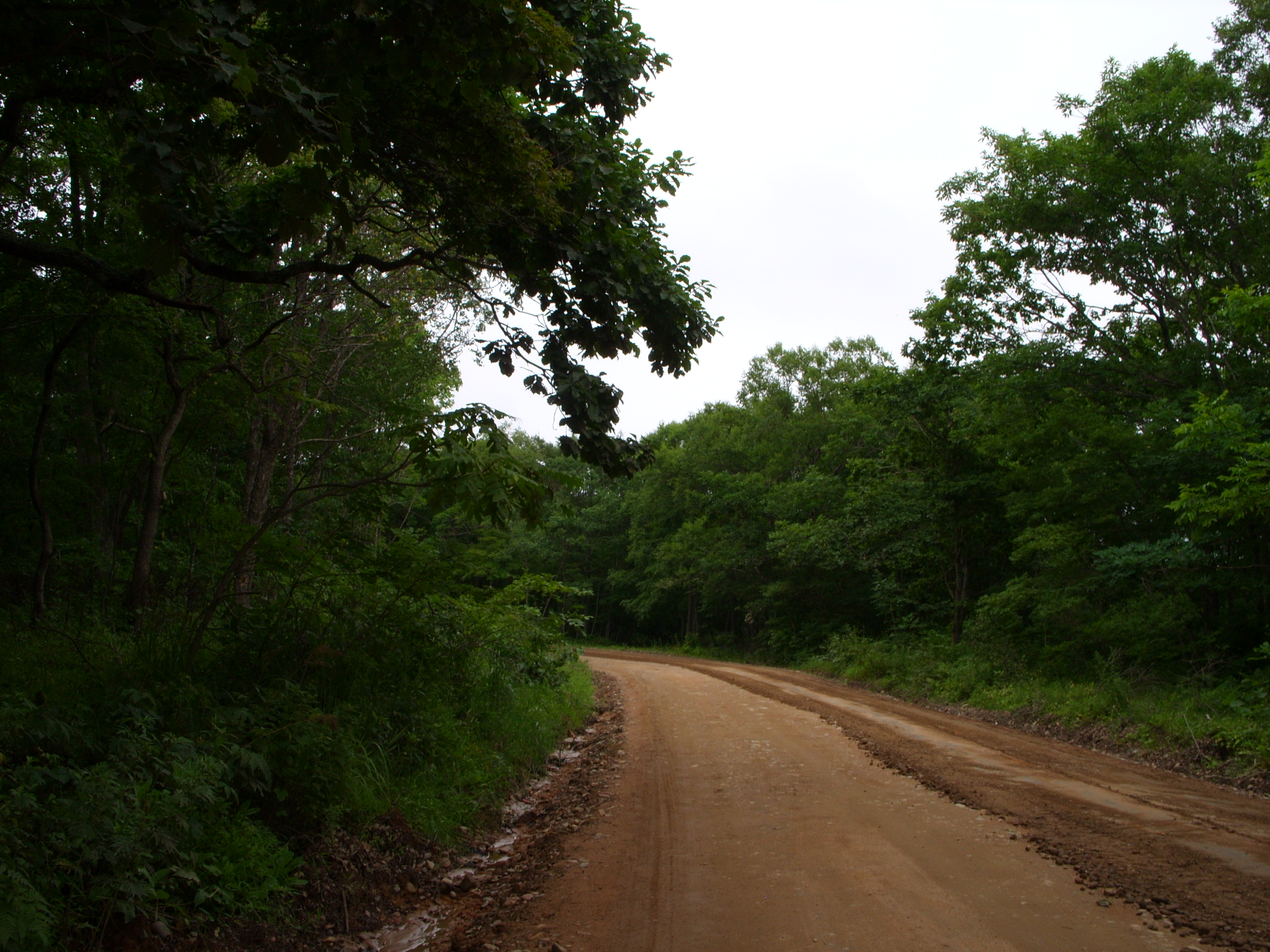
Дорога в лесу
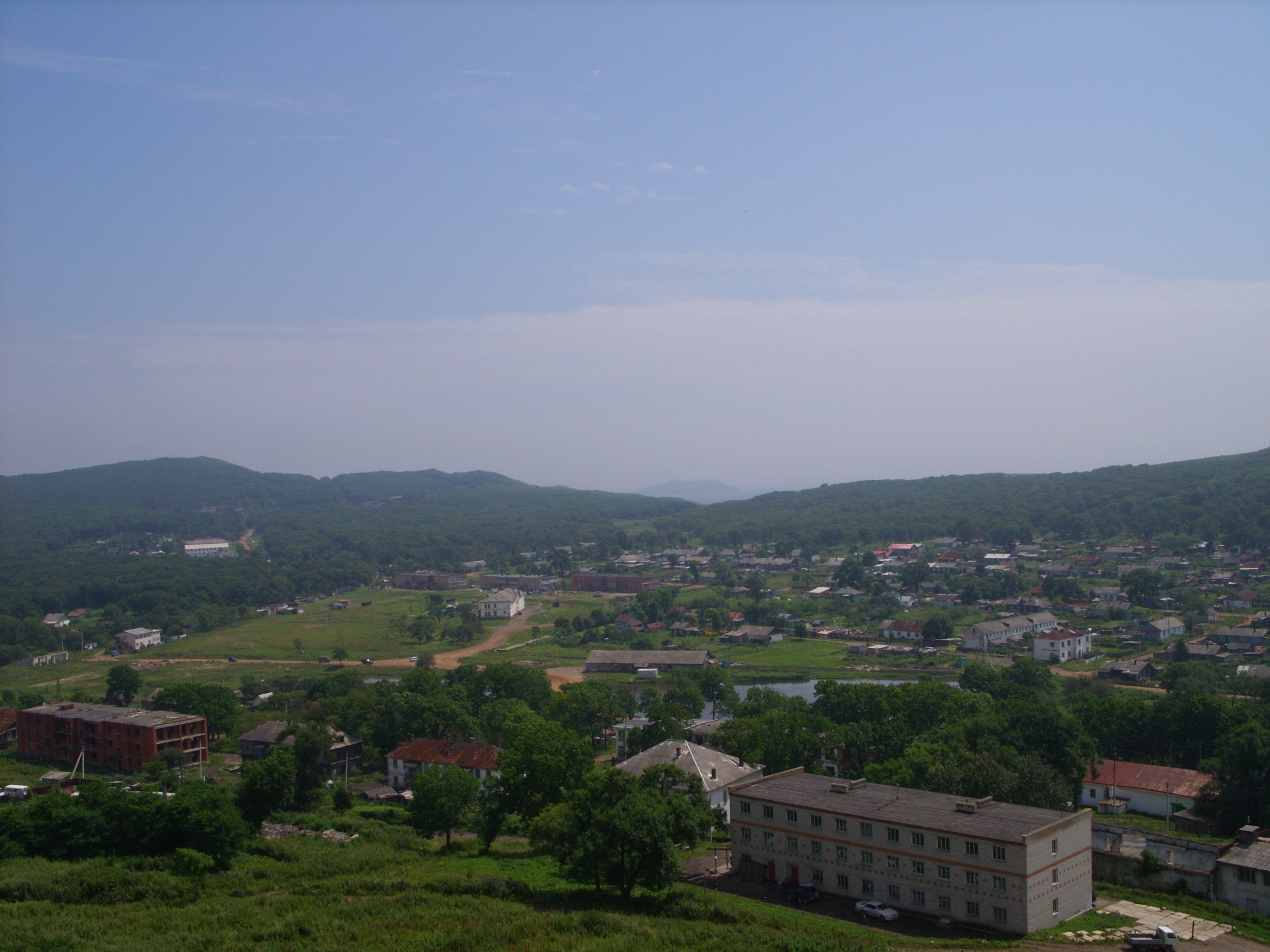
Вид на остров и посёлок с горы
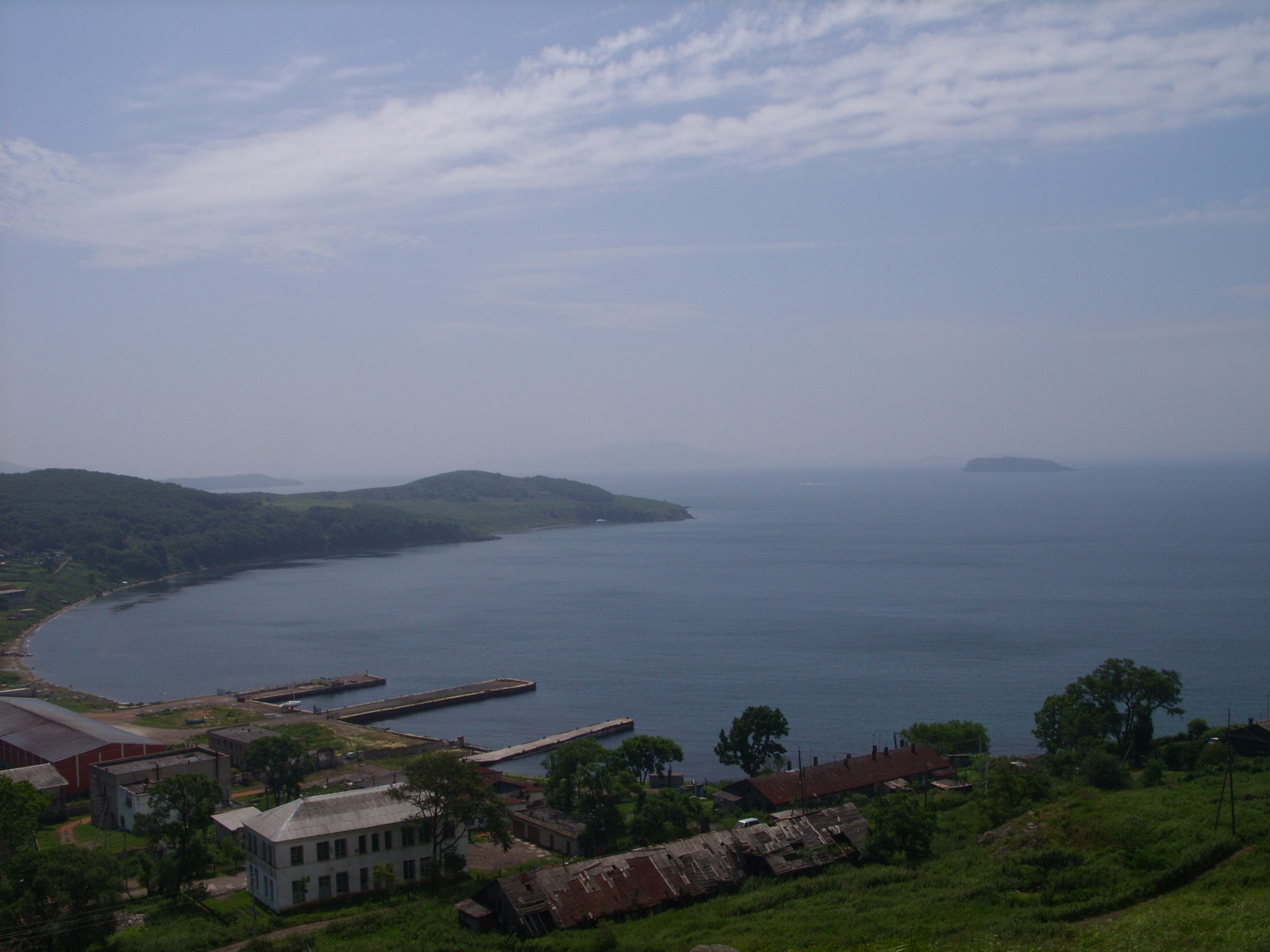
Вид на бухту Западную